# Triana (Toscane)
Triana est une frazione située sur la commune de Roccalbegna, province de Grosseto, en Toscane, Italie. Au moment du recensement de 2011 sa population était de 58 habitants.

## Géographie
Le hameau est situé sur les pentes du Mont Labbro, l'un des pics qui forment le Mont Amiata, et sur le collines de l'Albegna, à 50 km à l'est de la ville de Grosseto.

## Histoire
Le hameau est resté célèbre depuis 760 et s'est développé autour de l'ancien noyau du château des comtes Aldobrandeschi, attesté depuis 1216. En 1388, Triana fut achetée par la famille siennoise Piccolomini qui en fit le siège d'une seigneurie rurale au XVIe siècle. Les Piccolomini restèrent propriétaires du château et des terrains environnants jusqu'en 1962 , date à laquelle le château, considérablement transformé et avec peu de vestiges de ses formes originales, fut laissé à la Société des Exécuteurs des Pie Disposizioni de Sienne. Au cours du XIXe siècle, la cour du château située hors des murs de la ville s'agrandit avec la construction d'églises, de fermes et d'habitations.

## Monuments
- Église San Bernardino (XVIIIe siècle)
- Chapelle de la Madonna del Loreto (XVIIe siècle)
- Château médiéval de Triana